# Gap filler
Gap filler sont des termes provenant d'une expression anglaise désignant une interconnexion du métro américain de certaines villes. Pour l'univers des télécommunications, l'expression désigne un type de liaisons de contribution particulièrement adaptées à la radiodiffusion ou la télédiffusion.
La spécificité des équipements qu'il exploite lui permet de répéter (ré-émettre) des portions du spectre hertzien avec ou sans amplifications. En télédiffusion numérique, il ne modifie pas la composition des bouquets (multiplex) de chaque fréquence ou canal retransmis.
Ces solutions d'émetteurs / répéteurs sont considérablement plus économiques que les ré-émetteurs du fait du faible nombre d'équipements exploités.